# Marcel Froissart
Marcel Froissart (* 20. Dezember 1934 in Paris; † 21. Oktober 2015) war ein französischer theoretischer Physiker, der sich mit Elementarteilchenphysik befasst.

## Laufbahn
Froissart ging auf das Lycée Louis-le-Grand in Paris und studierte ab 1953 an der École polytechnique und danach an der École nationale supérieure des mines de Paris (heute Mines ParisTech). Dort blieb er aber nicht lange, sondern wurde in eine Kooperation mit der französischen Marine nach Algerien geschickt und 1957 ans Commissariat à l’énergie atomique (CEA), für die er 1957 bis 1958 beim CERN war. 1958/59 war er an der Universität Algier und 1960/61 an der University of California in Berkeley, wo er mit Geoffrey Chew zusammenarbeitete, und 1961/62 sowie 1965/66 an der Princeton University. 1973 wurde er Professor für Teilchenphysik am Collège de France. 2004 emeritierte er. 
In den 1960er Jahren war er ein bekannter Physiker in der damals aktuellen „S-Matrix-Theorie“ der Elementarteilchenphysik (deren Hauptvertreter in den USA Geoffrey Chew in Berkeley war). Nach ihm ist eine obere Schranke für das Hochenergieverhalten der Zweiteilchen-Streuquerschnitte skalarer Teilchen benannt. Er zeigte, dass das Quadrat des Logarithmus der Schwerpunktenergie eine obere Schranke des Gesamtwirkungsquerschnitts liefert.
Am Collège de France vereinigte er die beiden Laboratorien von Francis Perrin und Louis Leprince-Ringuet und richtete sein Labor auf die Astroteilchenphysik aus – nach seiner Emeritierung bildete es den Kern des Forschungslabors AstroParticule et Cosmologie (APC) an der Universität Paris VII.
Er nahm auch an Kontroversen zur Kernenergie teil, unterstützte die Arbeit einer 1975 gegründeten wissenschaftlichen Anti-Kernkraft-Gruppe (Groupement des scientifiques pour l’information sur l’énergie nucléaire, GSIEN) und beteiligte sich in Frankreich an der Diskussion um einen alternativen Reaktorvorschlag des italienischen Physikers Carlo Rubbia (→ Rubbiatron).
1964 erhielt er den Paul-Langevin-Preis.

## Schriften
- mit Roland Omnès Mandelstam Theory and Regge Poles : An Introduction for Experimentalists, W.A. Benjamin, 1963
- Complex Angular Momenta in Potential Scattering, Journal of Mathematical Physics, Band 5, 1962, S.  922
- mit Marvin Leonard Goldberger, Kenneth M. Watson Spatial Separation of events in S-Matrix Theory, Physical Review, Band 131, 1963, S. 2820
- mit Raymond Stora Dépolarisation d'un faisceau de protons polarisés dans un synchrotron, Nuclear Instruments and Methods, Band 7, 1960, S. 297–305
- mit John R. Taylor Cluster Decomposition and the Spin-Statistics theorem in S-Matrix theory, Physical Review, Band 153, 1967, S. 1636
- mit Dimitri Fotiadi, Jean Lascoux, Frédéric Pham Applications of an isotopy theorem, Topology, Band 4, 1965, S. 159
- Constructive generalization of Bell's inequalities, Nuovo Cimento B, Band 64, 1981, S. 241
- mit Maurice Benayoun Some topics on light-flavour meson physics, Nuclear Physics B, Band 315, 1989, S. 295–360